# Liste der Kulturdenkmäler in Ranstadt
Die folgende Liste enthält die in der Denkmaltopographie ausgewiesenen Kulturdenkmäler auf dem Gebiet  der Gemeinde Ranstadt, Wetteraukreis, Hessen.
Hinweis: Die Reihenfolge der Denkmäler in dieser Liste orientiert sich zunächst an Ortsteilen und anschließend der Anschrift, alternativ ist sie auch nach der Bezeichnung, der vom Landesamt für Denkmalpflege vergebenen Nummer oder der Bauzeit sortierbar.
Kulturdenkmäler werden fortlaufend im Denkmalverzeichnis des Landes Hessen durch das Landesamt für Denkmalpflege Hessen auf Basis des Hessischen Denkmalschutzgesetzes (HDSchG) geführt. Die Schutzwürdigkeit eines Kulturdenkmals hängt nicht von der Eintragung in das Denkmalverzeichnis des Landes Hessen oder der Veröffentlichung in der Denkmaltopographie ab.

## Bellmuth
| Bild            | Bezeichnung                             | Lage                                                           | Beschreibung                                     | Bauzeit | Objekt-Nr. |
| --------------- | --------------------------------------- | -------------------------------------------------------------- | ------------------------------------------------ | ------- | ---------- |
| Bild gesucht BW | Gesamtanlage                            | Gesamtanlage Bellmuth Lage                                     |                                                  |         | 3234 DDB   |
| Bild gesucht BW | Steinkautmühle                          | Bei der Steinkaute LageFlur: 6, Flurstück: 48/1                |                                                  |         | 3238 DDB   |
| Bild gesucht BW | Gefallenendenkmal                       | Friedhofstraße LageFlur: 1, Flurstück: 64/2                    |                                                  |         | 963137 DDB |
| Bild gesucht BW | Altes Backhaus                          | Kapellenstraße 15 LageFlur: 1, Flurstück: 57                   |                                                  |         | 3237 DDB   |
| Bild gesucht BW | Kirche, Rathaus und Feuerwehrgerätehaus | Kapellenstraße 17 LageFlur: 1, Flurstück: 56/2                 |                                                  |         | 3236 DDB   |
| Bild gesucht BW | Laisbachbrücke                          | Laisbach (bei Kapellenstraße 15) LageFlur: 1, Flurstück: 138/3 | Kleine, zweibogige Steinbrücke über den Laisbach |         | 3235 DDB   |
| Bild gesucht BW | Laisbachbrücke                          | Laisbach (Hof Steinkaute o. Nr.) LageFlur: 6, Flurstück: 49    | Sandsteinbrücke über den Laisbach                |         | 775348 DDB |

## Bobenhausen
| Bild            | Bezeichnung              | Lage                                                | Beschreibung                      | Bauzeit | Objekt-Nr. |
| --------------- | ------------------------ | --------------------------------------------------- | --------------------------------- | ------- | ---------- |
| Bild gesucht BW |                          | Frankfurter Straße 17 LageFlur: 1, Flurstück: 102/7 |                                   | 1820    | 3239 DDB   |
| Bild gesucht BW | Alte Schule              | Frankfurter Straße 21 LageFlur: 1, Flurstück: 111/1 |                                   | 1800    | 782774 DDB |
| Bild gesucht BW |                          | Frankfurter Straße 50 LageFlur: 1, Flurstück: 63/1  |                                   |         | 3241 DDB   |
| Bild gesucht BW | Brücke über den Laisbach | Laisbach LageFlur: 6, Flurstück: 112                | Sandsteinbrücke über den Laisbach | 1885    | 957010 DDB |
| Bild gesucht BW |                          | Zu der Aue 5 LageFlur: 1, Flurstück: 50             |                                   | 1824    | 3242 DDB   |
| Bild gesucht BW |                          | Zu der Aue 17 LageFlur: 1, Flurstück: 40            |                                   | um 1800 | 3243 DDB   |

## Dauernheim
| Bild                                                             | Bezeichnung             | Lage | Beschreibung | Bauzeit                 | Objekt-Nr. |
| ---------------------------------------------------------------- | ----------------------- | --- | --- | ----------------------- | ---------- |
| Bild gesucht BW                                                  | Gesamtanlage            | Gesamtanlage Dauernheim Lage | |                         | 3245 DDB   |
| Erdkelleranlage                                                  | Erdkelleranlage         | Am Berg 2, Heinrichspforte 1/4a/5, Kirchbergstraße, Kirchbergstraße 18, Kreuzpforte 3/14, Kreuzpforte LageFlur: 1, Flurstück: 1/1, 18, 230, 236–238, 253, 286/1, 34, 4/2, 574–576, 582 | Felsenkeller, die zwischen dem 16. und 19. Jahrhundert in den Kirchberg geschlagen wurden. Sie prägen seitdem das Dauernheimer Ortsbild. Allein in der Kirchbergstrasse liegen insgesamt 60 Keller in drei Terrassen übereinander. | 16. bis 19. Jahrhundert | 3246 DDB   |
|                                                                  |                         | Blofelder Straße 1 LageFlur: 1, Flurstück: 692 | |                         | 3247 DDB   |
|                                                                  |                         | Blofelder Straße 2 LageFlur: 1, Flurstück: 689 | |                         | 3248 DDB   |
|                                                                  |                         | Borngasse 1 LageFlur: 1, Flurstück: 37 | |                         | 3249 DDB   |
|                                                                  |                         | Borngasse 5 LageFlur: 1, Flurstück: 32/5 | |                         | 3250 DDB   |
| Bild gesucht BW                                                  |                         | Borngasse 6 LageFlur: 1, Flurstück: 131/1 | |                         | 3251 DDB   |
| Bild gesucht BW                                                  |                         | Borngasse 10 LageFlur: 1, Flurstück: 127/2 | |                         | 3252 DDB   |
|                                                                  |                         | Borngasse 20 LageFlur: 1, Flurstück: 55/2 | |                         | 3253 DDB   |
| weitere Bilder                                                   | Brunnen/Feuerlöschteich | Bornrain LageFlur: 1, Flurstück: 627 | Doppelter Dorfbrunnen, der einerseits das Trinkwasser lieferte, aber auch zum Waschen oder zum Kühlen der Milch in den Milchkannen der Bauern diente und auch als Löschwasserteich Verwendung fand. |                         | 3254 DDB   |
|                                                                  |                         | Bornrain 2 LageFlur: 1, Flurstück: 52, 554/2 | |                         | 3255 DDB   |
|                                                                  |                         | Braugasse 1 LageFlur: 1, Flurstück: 169/2 | |                         | 3256 DDB   |
| Hofgut Ober-Dauernheim                                           | Dauernheimer Hof        | Dauernheimer Hof LageFlur: 19, Flurstück: 4, 5 | Der Gutshof Oberdauernheim gehörte seit Jahrhunderten zur Dauernheimer Verwaltung. |                         | 3281 DDB   |
|                                                                  |                         | Heinrichspforte 4 LageFlur: 1, Flurstück: 35 | |                         | 3258 DDB   |
|                                                                  |                         | Heinrichspforte 4a LageFlur: 1, Flurstück: 34 | |                         | 3257 DDB   |
|                                                                  |                         | Heinrichspforte 5 LageFlur: 1, Flurstück: 4/2 | |                         | 3259 DDB   |
|                                                                  |                         | Kirchbergstraße 2 LageFlur: 1, Flurstück: 215/1 | |                         | 3260 DDB   |
|                                                                  |                         | Kirchbergstraße 6 LageFlur: 1, Flurstück: 220 | |                         | 3261 DDB   |
| Bild gesucht BW                                                  | Schmiede                | Kirchbergstraße 9 LageFlur: 1, Flurstück: 188 | |                         | 3262 DDB   |
|                                                                  |                         | Kirchbergstraße 12 LageFlur: 1, Flurstück: 225/1 | |                         | 3263 DDB   |
|                                                                  |                         | Kirchbergstraße 15 LageFlur: 1, Flurstück: 184 | |                         | 3264 DDB   |
|                                                                  |                         | Kirchbergstraße 17 LageFlur: 1, Flurstück: 183 | |                         | 3265 DDB   |
| Altes Rathaus von Dauernheim mit Felsenkellern im alten Ortskern | Ehemaliges Rathaus      | Kirchbergstraße 18 LageFlur: 1, Flurstück: 230 | Das ehemalige Rathaus von Dauernheim stammt aus den Jahren um 1600. Erbaut wurde es von Schultheiß Jakob Deichmüller. Das Fachwerk-Rathaus wurde 1840 zur Schule mit zwei Schulräumen im Obergeschoss umgebaut und dient heute Vereinszwecken. Das Untergeschoss als Steinbau diente damals auch als Sitzungsraum des Schöffengerichts. | 1600                    | 3266 DDB   |
| Wehrturm                                                         | Wehrturm                | Kirchbergstraße 20 LageFlur: 1, Flurstück: 233 | Wehrturm im Pfarrgarten aus dem 15. Jahrhundert ein Relikt der alten Ortsbefestigung. | 15. Jahrhundert         | 3280 DDB   |
| Pfarrhaus                                                        | Pfarrhaus               | Kirchbergstraße 20 LageFlur: 1, Flurstück: 232 | Evangelisches Pfarrhaus als Fachwerkhaus aus dem späten 18. Jahrhunderts. |                         | 3267 DDB   |
| weitere Bilder                                                   | Evangelische Kirche     | Kirchbergstraße 22 LageFlur: 1, Flurstück: 235 | Die Dauernheimer Dreifaltigkeitskirche wurde im Jahr 1252 gebaut. Noch heute lässt sich erkennen, dass es sich bei der Kirche mit ihren Schießscharten und umgebender Mauer um eine Wehrkirchenanlage gehandelt hat. Die Kirche wurde im Jahr 1461 gotisch umgebaut.                                                                    | 1252                    | 3865 DDB   |
|                                                                  |                         | Kirchbergstraße 25 LageFlur: 1, Flurstück: 177 | |                         | 3269 DDB   |
|                                                                  |                         | Kirchbergstraße 31 LageFlur: 1, Flurstück: 174/1 | |                         | 3270 DDB   |
|                                                                  |                         | Kirchbergstraße 33 LageFlur: 1, Flurstück: 171/1 | |                         | 3271 DDB   |
|                                                                  |                         | Kirchbergstraße 35 LageFlur: 1, Flurstück: 307 | |                         | 3272 DDB   |
| weitere Bilder                                                   |                         | Kirchbergstraße 37 LageFlur: 1, Flurstück: 304 | |                         | 3273 DDB   |
|                                                                  |                         | Kleine Erbsengasse 5 LageFlur: 1, Flurstück: 117/4 | |                         | 3274 DDB   |
|                                                                  |                         | Kurze Gasse 2 LageFlur: 1, Flurstück: 189 | |                         | 3275 DDB   |
| Bild gesucht BW                                                  |                         | Kurze Gasse 9 LageFlur: 1, Flurstück: 202/1 | |                         | 3276 DDB   |
|                                                                  |                         | Langgasse 7/9 LageFlur: 1, Flurstück: 138 | |                         | 3277 DDB   |
|                                                                  |                         | Weidgasse 1 LageFlur: 1, Flurstück: 92 | |                         | 3278 DDB   |
| Bild gesucht BW                                                  |                         | Weidgasse 9 LageFlur: 1, Flurstück: 97 | |                         | 3279 DDB   |

## Ober-Mockstadt
| Bild            | Bezeichnung           | Lage                                                                     | Beschreibung                                                    | Bauzeit | Objekt-Nr. |
| --------------- | --------------------- | ------------------------------------------------------------------------ | --------------------------------------------------------------- | ------- | ---------- |
| Bild gesucht BW | Gesamtanlage          | Gesamtanlage Ober-Mockstadt Lage                                         |                                                                 |         | 3282 DDB   |
| Bild gesucht BW |                       | Friedberger Straße 3 LageFlur: 1, Flurstück: 226                         |                                                                 |         | 3283 DDB   |
| Bild gesucht BW | Doktorhaus            | Friedberger Straße 14 LageFlur: 1, Flurstück: 255, 256                   |                                                                 | 1896    | 963016 DDB |
| Bild gesucht BW |                       | Kirchweg 1 LageFlur: 1, Flurstück: 10                                    |                                                                 |         | 3284 DDB   |
| Bild gesucht BW |                       | Lauenburgstraße 4 LageFlur: 1, Flurstück: 198                            |                                                                 |         | 3286 DDB   |
| Bild gesucht BW |                       | Niddastraße 8 LageFlur: 1, Flurstück: 112/1                              |                                                                 |         | 3287 DDB   |
| Bild gesucht BW |                       | Obergasse 1 LageFlur: 1, Flurstück: 179, 181/1                           |                                                                 |         | 3289 DDB   |
| Bild gesucht BW |                       | Parkstraße 1 LageFlur: 1, Flurstück: 216/2                               |                                                                 |         | 3290 DDB   |
| Bild gesucht BW |                       | Parkstraße 5 LageFlur: 1, Flurstück: 211                                 |                                                                 |         | 3291 DDB   |
| Bild gesucht BW |                       | Parkstraße 8 LageFlur: 1, Flurstück: 171/1                               |                                                                 |         | 3292 DDB   |
| Bild gesucht BW | Brunnen               | Parkstraße 12 LageFlur: 1, Flurstück: 172                                |                                                                 |         | 3293 DDB   |
| Bild gesucht BW |                       | Rathausstraße 1 LageFlur: 1, Flurstück: 141                              |                                                                 |         | 3294 DDB   |
| Bild gesucht BW |                       | Rathausstraße 2 LageFlur: 1, Flurstück: 150/6                            |                                                                 |         | 3295 DDB   |
| Bild gesucht BW | Schmiede und Wohnhaus | Schulstraße 3 LageFlur: 1, Flurstück: 43                                 |                                                                 |         | 3296 DDB   |
| Bild gesucht BW |                       | Schulstraße 14 LageFlur: 1, Flurstück: 49/1                              |                                                                 |         | 3297 DDB   |
| weitere Bilder  | Evangelische Kirche   | Schulstraße 26/28/30/30a, Schulstraße LageFlur: 1, Flurstück: 27, 28, 29 |                                                                 |         | 603285 DDB |
| Bild gesucht BW | Kirchhofmauer         | Schulstraße 30a LageFlur: 1, Flurstück: 29                               |                                                                 |         | 204125 DDB |
| Bild gesucht BW | Felsenkeller          | Schulstraße 32/34 LageFlur: 1, Flurstück: 21/4, 22/4                     | hohe Basalt- und Sandsteinstützmauer mit mehreren Felsenkellern |         | 3288 DDB   |
| Bild gesucht BW | Jüdischer Friedhof    | Unter dem Meerhölzchen LageFlur: 2, Flurstück: 154                       |                                                                 | 1896    | 404437 DDB |
| Bild gesucht BW |                       | Untergasse 3/5 LageFlur: 1, Flurstück: 125, 126                          |                                                                 |         | 3298 DDB   |
| Bild gesucht BW |                       | Untergasse 11 LageFlur: 1, Flurstück: 132                                |                                                                 |         | 3299 DDB   |
| Bild gesucht BW |                       | Untergasse 19 LageFlur: 1, Flurstück: 151                                |                                                                 |         | 3300 DDB   |
| Bild gesucht BW |                       | Untergasse 24 LageFlur: 1, Flurstück: 60                                 |                                                                 |         | 3301 DDB   |

## Ranstadt
| Bild                      | Bezeichnung                             | Lage                                                                                  | Beschreibung                                                                                    | Bauzeit | Objekt-Nr. |
| ------------------------- | --------------------------------------- | ------------------------------------------------------------------------------------- | ----------------------------------------------------------------------------------------------- | ------- | ---------- |
| Bild gesucht BW           | Gesamtanlage                            | Gesamtanlage Ranstadt Lage                                                            |                                                                                                 |         | 3214 DDB   |
| Bild gesucht BW           | Jüdischer Friedhof                      | Die Garnwiese LageFlur: 11, Flurstück: 26                                             |                                                                                                 |         | 404436 DDB |
| Bild gesucht BW           | Eisenbahntunnel „Effolderbacher Tunnel“ | Eisenbahn, Der Hühnerwald, B 275 LageFlur: 6, Flurstück: 2/1, 3/10, 3/11, 4/1, 4/6, 5 |                                                                                                 |         | 404438 DDB |
| Von Stolberg'sches Hofgut | Von Stolberg'sches Hofgut               | Hauptstraße 2 LageFlur: 1, Flurstück: 212/12                                          |                                                                                                 |         | 3216 DDB   |
| Bild gesucht BW           |                                         | Hauptstraße 9 LageFlur: 1, Flurstück: 107/1                                           |                                                                                                 |         | 3217 DDB   |
| Rathaus                   | Rathaus                                 | Hauptstraße 15 LageFlur: 1, Flurstück: 160/1                                          |                                                                                                 |         | 3227 DDB   |
| weitere Bilder            | Evangelische Kirche                     | Hauptstraße 17 LageFlur: 1, Flurstück: 147/1                                          |                                                                                                 |         | 3229 DDB   |
| Bild gesucht BW           |                                         | Hauptstraße 18 LageFlur: 1, Flurstück: 197                                            |                                                                                                 |         | 3218 DDB   |
| Bild gesucht BW           |                                         | Hauptstraße 20 LageFlur: 1, Flurstück: 195/1                                          |                                                                                                 |         | 3219 DDB   |
| Bild gesucht BW           |                                         | Hauptstraße 22 LageFlur: 1, Flurstück: 194/3                                          |                                                                                                 |         | 3220 DDB   |
| Bild gesucht BW           |                                         | Hintergasse 4 LageFlur: 1, Flurstück: 88                                              |                                                                                                 |         | 3221 DDB   |
| Bild gesucht BW           |                                         | Hintergasse 6 LageFlur: 1, Flurstück: 78                                              |                                                                                                 |         | 3222 DDB   |
| Bild gesucht BW           |                                         | Hintergasse 8 LageFlur: 1, Flurstück: 77/1                                            |                                                                                                 |         | 3223 DDB   |
| Bild gesucht BW           |                                         | Hintergasse 14 LageFlur: 1, Flurstück: 75/2                                           |                                                                                                 |         | 3224 DDB   |
| Bild gesucht BW           |                                         | Hintergasse 37 LageFlur: 1, Flurstück: 53/2                                           |                                                                                                 |         | 3225 DDB   |
| Bild gesucht BW           | Pfarrhaus                               | Hintergasse 47 LageFlur: 1, Flurstück: 143/2                                          |                                                                                                 |         | 3226 DDB   |
| Bild gesucht BW           | Erdkeller                               | Kirchweg, Hauptstraße 15 LageFlur: 1, Flurstück: 148/2, 152/1, 153                    |                                                                                                 |         | 3228 DDB   |
| Bild gesucht BW           |                                         | Obere Sackgasse 2 LageFlur: 1, Flurstück: 121                                         |                                                                                                 |         | 3230 DDB   |
| Bild gesucht BW           | Ehem. Amtshaus und Münze                | Obere Sackgasse 6 LageFlur: 1, Flurstück: 117/2                                       |                                                                                                 |         | 3231 DDB   |
| Bild gesucht BW           |                                         | Obere Sackgasse 11 LageFlur: 1, Flurstück: 79/3                                       |                                                                                                 |         | 3232 DDB   |
| Bild gesucht BW           | Erdkeller                               | Stolbergstraße, Schmerbacher Weg LageFlur: 1, Flurstück: 376–388, 513/2               | Vor Hausnr. 4 und 5 sowie ab Haus Nr. 39, wo ein Feldweg abgeht, eine Staffelung von Erdkellern |         | 603215 DDB |
| Bild gesucht BW           |                                         | Untere Sackgasse 6/8 LageFlur: 1, Flurstück: 85, 86/2                                 |                                                                                                 |         | 3233 DDB   |